# Битва при Кварели
Битва при Кварели (груз. ყვარლის ბრძოლა) — произошла в 1755 году между царствами Картли и Кахети и Аварским ханством. Мухаммад-нуцал IV возглавил дагестанскую армию, а Джаро-Белоканские общества осадили замок в Кварели.

## Предыстория
На протяжении 1720-1750-х годов набеги Аварского ханства представляли постоянную угрозу государствам - правопреемникам Грузинского царства. Хотя эти нападения в основном были небольшими, они были достаточно частыми и имели разрушительные последствия для раздробленных стран: мародеры брали заложников и грабили приграничные поселения. Время от времени эти атаки перерастали в крупные военные операции с участием тысяч солдат и проводились дагестанскими феодальными военачальниками, часто в союзе с персами или османами. Кахетинское и Картлийское были двумя восточными грузинскими царствами, которые пострадали больше всего. Грузины, часто застигнутые врасплох, не смогли создать эффективный механизм защиты от этих набегов, во многом из-за постоянных внутренних войн и соперничества среди грузинских политиков, особенно из Багратион-Мухранского царства.
В 1744 году Теймураз II Картлийский и его сын Ираклий II Кахетинский восстановили Картлийское и Кахетинское царства у их повелителя Надир-шаха и объединили свои силы, чтобы сдержать нападения Дагестана. С 1750 по 1755 год они успешно отбили крупную коалицию дагестанских родов во главе с аварским ханом Мухаммадом-нуцалом IV.

## Битва
В 1755 году аварский хан Мухаммадом-нуцалом IV вторгся в Кахетинское царство с армией в 20-30 тысяч воинов, вместе выходцами из Джаро-Белоканского общества и Дагестана. Аварское войско пополнилось Тарковским шамхальством и Казикумухским ханством, бойцами других княжеств Дагестана, а также отрядами Шекинского и Гянджинского ханств. В июле 1755 года он осадил замок Кварели, большую крепость, построенную на равнине Кахети. Оборона крепости Кварели имела большое значение для будущего Грузии, ведь если бы враг победил и крепость пала, то территория за рекой Алазани осталась бы за противником, тогда не составило бы труда завоевать всю Кахетию. Даже ослабленная Картли легко была бы завоевана Мухаммадом-нуцалом IV и через османов смогла бы достичь западной Грузии. Учитывая размер замка и дальность ружейного огня в то время, предполагается, что осадные линии Мухаммадом-нуцалом IV растянулись бы на 2 километра, чтобы полностью окружить замок. В это время у Картлийского царя Теймураза II и Кахетинского царя Ираклия II не было постоянной армии, хотя Мухаммадом-нуцалом IV об этом не знал. После 20 дней осады 206 грузинских воинов, нагруженных продовольствием и боеприпасами, ночью были отправлены в Кварели, переправились через реку Алазани , прокрались мимо аварской стражи и пробились к замку, в то время как пастухам удалось сжечь лагерь ханства вокруг замка. Кроме того, Ираклий послал армию для набега на незащищенный Джаро-Белокан, из-за чего джаро-белоканцы отказались от осады и вернулись на свою землю, чтобы спасти своих жен и детей, но набеговая группа уже двинулась в Тарковское шамхальство, Казикумухское ханство, Шекинское ханство и Гянджинское ханство, причём каждое ханство в случае непредвиденной ситуации отказывалось от осады, чтобы защитить свою родину. Тем временем король Теймураз и король Ираклий собрали армию, чтобы атаковать осаждающих, прорывая тонкие линии.